# オリンピオ・マルティン・ピレス
オリンピオ・マルティン・ピレス（Olimpio Martins Pires、1910年8月24日 - 2020年10月16日）は、ブラジルのスーパーセンテナリアン。

## 人物
1910年8月24日生まれ。
2020年10月16日、ブラジルのミナスジェライス州マンガで110歳53日で死去。